# Carex lamprocarpa
Carex lamprocarpa är en halvgräsart som beskrevs av Rodolfo Amando Philippi. Carex lamprocarpa ingår i släktet starrar, och familjen halvgräs. Inga underarter finns listade i Catalogue of Life.